# ピーター&ゴードン
ピーター&ゴードン（Peter & Gordon）は、イギリスのピーター・アッシャーとゴードン・ウォーラーによるデュオグループ。

## 概要
イギリスのロンドンにあるウェストミンスター・スクールで出会ったピーター・アッシャーとゴードン・ウォーラーによって結成され、1964年に「愛なき世界」（A World Without Love）が全米1位のヒットとなり、一躍有名になったブリティッシュ・インベイジョン時代のデュオ。エヴァリー・ブラザーズ風のコーラスを取り入れ、本国イギリスだけでなくアメリカでも多大な人気を得た。

## メンバー
- ピーター・アッシャー （ボーカル / ギター）ロンドン出身
- ゴードン・ウォーラー （ボーカル / ギター）スコットランド出身

## エピソード
ピーター・アッシャーの妹（女優のジェーン・アッシャー）が当時ポール・マッカートニーと交際していたため、ピーター&ゴードンはマッカートニーによって書かれた「Lennon&McCartney」名義の何曲かをレコーディングしている。前述の全米1位となった「愛なき世界」も「Lennon&McCartney」作品である。最初期から大きな人気を得られたのも、デビューから3作品連続で「Lennon&McCartney」作品をリリースできたことが大きな理由とも言える。
主なヒット曲に「逢いたくないさ」（I Don't Want To See You Again）、「二人だけのパラダイス」（Nobody I Know）、バディ・ホリーの「二人の恋は」（True Love Ways）、デル・シャノンの「アイ・ゴー・トゥ・ピーセス」（I Go to Pieces）などがある。 また、メロディアスなヒット曲「Woman」は「Bernard Webb」作というクレジットになっているが本当はポール・マッカートニー作である。 これは曲が彼らの評判なしでヒットするかどうかを試すために故意に名前を隠して発表したためである。この「Woman」は後に発売されたベスト盤などのCDに収録された際には「McCartney」名義となっている。
1965年に来日しコンサートを行なう。
1966年に発表した「Lady Godiva」が最後のTop10ヒットとなった。そして翌年の「Sunday for Tea」でヒットから遠ざかり、1968年には解散。

## 解散後
ピーター・アッシャーはアップル・レコードのA&Rとしてアーティストマネージメントなどを行なっていたが、閑職に追いやられたためかアップルでの活動に見切りを付ける。
その後ピーターはジェームス・テイラーのワーナー・ブラザーズとの契約に伴うアメリカ帰国を機にジェームスのマネージャー、プロデューサーとして渡米。その後はカリフォルニア州でプロデューサーとして成功し、テイラーをはじめ、リンダ・ロンシュタット、シェールなど70年代に多数のヒットを世に送り出している。
一方、ゴードン・ウォーラーはソロとして活動を継続したが、表舞台に返り咲くことは無かった。
しかし、ヴァーティゴ・レーベルに残したソロアルバムは人気のある同レーベルのカタログの中でも、最もレアで入手しづらいため現在は大変な高値で取引されている。

## 再結成とその後
2005年8月、2人はボランティア基金のために「ピーター&ゴードン」を37年ぶりに再結成。2006年4月1日のイベント「フェスト・フォー・ビートルズ・ファンズ」に出演した際にはポール・マッカートニーより祝辞が送られた。
再結成後はアメリカでのイベント出演、アジア地区でのツアーなど行なう。
2009年7月17日にゴードン・ウォーラーは心臓発作で亡くなった。64歳であった。
2018年6月、ギタリストのアルバート・リーとデュオを組んだピーターがコットンクラブで来日公演を行う。公演には1965年の日本公演でベース演奏を担当したザ・スパイダースの加藤充が飛び入り参加して『愛なき世界』を演奏した。